# Chantrigné
Chantrigné – miejscowość i gmina we Francji, w regionie Kraj Loary, w departamencie Mayenne.
Według danych na rok 1990 gminę zamieszkiwały 594 osoby, a gęstość zaludnienia wynosiła 32 osób/km² (wśród 1504 gmin Kraju Loary Chantrigné plasuje się na 789. miejscu pod względem liczby ludności, natomiast pod względem powierzchni na miejscu 612.).